# 마법소녀 디디
《마법소녀 디디》(영어: Deedee)는 네온 크리에이션, 툰즈 미디어 그룹, 셍커릭, 텔레가엘에서 만든 애니메이션으로, KBS 1TV에서 2020년 7월 30일부터 11월 26일까지 매주 목요일 오후 3시 방영했다. 2기는 2021년 4월 29일부터 12월 23일까지 KBS 1TV에서 매주 목요일 오후 3시에 방영했다.

## 방송 일시
| 방송 채널 | 방송일                      | 방송 시간 |
| --------- | --------------------------- | --------- |
| KBS 1TV   | 2020년 7월 30일 ~ 11월 26일 | 종료      |
| KBS 1TV   | 2021년 4월 29일 ~ 12월 23일 | 종료      |

## 등장 인물
- 디디
- 뮤뮤(토끼)
- 두비두
- 니노(왕잠자리)
- 찰리(검은코뿔소)
- 티기(다람쥐)
- 보리스
- 샌디
- 페펠 시장(불곰)
- 벨라(생쥐)
- 토미(고슴도치)
- 재키(사자)

## 목소리 출연
- 김자연: 디디
- 김현심: 뮤뮤, 두비두 3
- 사문영: 샌디, 토미, 두비두 2
- 정훈석: 찰리, 재키
- 이현: 니노, 페펠 시장
- 황창영: 티기, 티카펠라, 루치아노
- 김한나: 보리스, 벨라, 두비두 1

## 제작진
- 책임프로듀서: 이경묵(1기) 박성주(2기)
- 프로듀서: 이순주(1기) 목훈(2기)
- 총괄 프로듀서: 한경원, P. 자야쿠마(1,2기), KH 로우, 이블린 리(1,2기), 폴 큐민스(2기)
- 수석 프로듀서: 김종훈(1,2기), 산카란 람다스, 노블 페르나데즈
- 수석 프로듀서: 애닐 지 나이어, 캐시 니 플라이터트라(2기)
- 제작 프로듀서: 장명화, 백종엽, 변윤정, 아르준 자얀
- 프로듀서: 김봉기 / 양선수 / 백종엽 / 변윤정 / 노블 페르나데즈(2기)
- 협력 프로듀서: 아라빈드 JR, 임도영, 한상희, 허기동, 김봉기(1기)
- 협력 프로듀서: 임도영, 한상희, 허기동, 디파 피제이, 아스원 메논(2기)
- 프로덕션 코디네이터: 한하나, 한석범(2기)
- 총감독: 한옥례
- 협력 감독: 빅터 드바사가얌(1,2기)
- 애니메이션 감독: 지충근, 오시룡
- 최종 콘셉트 및 스토리: 한경원, 조나단 필, 마리-캐롤라인 빌란드(1,2기)
- 최초 디자인 콘셉트: (주)엑스아이엔(1기) ㈜엑스아이아이아이엔(2기)
- 최종 디자인: 한옥례(1,2기)
- 작가: 드니스 캐사, MC 빌란드, F. 마츠칼, I. 타드, 샘 힐, 길리안 코더로이, 크리스 보덴(1,2기)
- 시놉시스 및 대본 각색: 이미옥(1,2기)
- 스토리보드: 손석우(1,2기)
- 러프 영어 목소리 영어 더빙: 한하나, 성주혜 외(1,2기)
- 메인 소품 디자인: 윤슬아(1,2기)
- 애니메틱스: 강진호(1기)
- 애니메틱: 강진호, 바산쓰 쿠마(1,2기)
- 기술 감독: 지충근, 나병석(1기)
- 배경셋업 및 기술 감독: 지충근, 나병석, 드바난드 브이(1,2기)
- 모델링/맵핑: 윤여진, 민승호(1,2기)
- 리깅: 백종인, 김하인, 최소영(1,2기)
- [메인 프로덕션]
- 프로덕션 코디네이터: 한석범, 한하나
- 제작이사: 양성수(1,2기)
- 제작과정: 최진호(1,2기), 테이 홍여(1기)
- 제작과정: 디 코스텔로(2기)
- 애니메이션 감독: 지충근, 오시룡(2기)
- 애니메이터: 윤여진, 주상우, 이광재, 민승후, 신승은, 디스타 샤푸트라, 앤드류 첸켈존, 테 티옹쉬, 윙 카케옹, 리우 문티옹, 튜 데렌, 로산 카드기, 아린암 사카, 아더 탄화 멩, 쟈니 링익 페이, 로우 슈징, 크리스 정 치엔 곡, 모드 아미르 아시라프 빈 모 누드 리쉬드(1,2기)
- 라이팅, 컴포지팅, VFX: 백종진, 김하인, 최소영, 디라즈 PG, 토마스 M 말리, 레지쉬 자간, 호세인 졸파카리, 비샬 아샤람 파시, 알빈 윙콕룽, 레이 루쳉양, 알렌 봉장융, 오이싸잇 션, 루이스, 알빈 윙콕 룽, 레이 루쳉 양
- 관리과장: 임미정(1,2기)
- [포스트 프로덕션]
- 녹음 및 믹싱: GG Sound(1,2기)
- 더빙 연출: 김정선(1,2기)
- 녹음: 김한나(1,2기)
- 믹싱: 김희집, 주노(1,2기)
- 주제가 노래: 유진
- 주제가 믹싱: 이나리(1,2기)
- 프로덕션: 네온크리에이션(Neon Creation), 툰즈 미디어 그룹(Toonz Media Group), 셍커릭(Cengkerik), 텔레가엘(Telegael)(1,2기)
- 홈페이지 제작: 정유현(KBS 미디어)(1,2기)
- 편집감독: 김수애, 강희수(1기)
- 종합편집: 강희수(2기)
- 컴퓨터그래픽: 황은서(1,2기)
- 조연출: 차한결(1,2기)
- 연출: 이순주(1기), 목훈(2기)
- 기획: KBS
- 제작: 네온크리에이션
- 배급/제공/저작권: 2020 ~ 2021 네온크리에이션 All rights reserved.

## 방영 목록

### 1기
| 회차       | 주제                       | 방송 일자        |
| ---------- | -------------------------- | ---------------- |
| 1화        | 뮤뮤는 빨리 달리고 싶어!   | 2020년 7월 30일  |
| 1화        | 두비두들의 연주회          | 2020년 7월 30일  |
| 2화        | 잃어버린 물건을 찾아요     | 2020년 8월 13일  |
| 2화        | 사이좋게 지내요            | 2020년 8월 13일  |
| 3화        | 어떤 색이 좋을까요         | 2020년 8월 20일  |
| 3화        | 티기의 만찬 준비           | 2020년 8월 20일  |
| 4화        | 장난꾸러기 회오리          | 2020년 8월 27일  |
| 4화        | 멈추지 않는 딸꾹질         | 2020년 8월 27일  |
| 5화        | 소중한 생일선물            | 2020년 9월 10일  |
| 5화        | 최고의 집배원 찰리         | 2020년 9월 10일  |
| 6화        | 모두가 행복한 조각상       | 2020년 9월 24일  |
| 6화        | 니노가 사라졌어요          | 2020년 9월 24일  |
| 7화        | 커스터드크림 대소동        | 2020년 10월 8일  |
| 7화        | 뮤뮤의 바이올린 연주회     | 2020년 10월 8일  |
| 8화        | 잘 날게 해줘               | 2020년 10월 15일 |
| 8화        | 장난감을 정리해요          | 2020년 10월 15일 |
| 9화        | 찰리의 생일파티            | 2020년 10월 29일 |
| 9화        | 티기는 최고의 요리사       | 2020년 10월 29일 |
| 10화       | 둥둥 떠오른 요리           | 2020년 11월 5일  |
| 10화       | 잠을 깨우는 노래           | 2020년 11월 5일  |
| 11화       | 티카 필라 알아보기         | 2020년 11월 12일 |
| 11화       | 부끄럼쟁이 토미            | 2020년 11월 12일 |
| 12화       | 장기 대회                  | 2020년 11월 19일 |
| 12화       | 화단 가꾸기                | 2020년 11월 19일 |
| 최종화(13) | 뮤뮤와 콩나무              | 2020년 11월 26일 |
| 최종화(13) | 마법 지팡이를 잃어버렸어요 | 2020년 11월 26일 |

### 2기
| 화수       | 주제                               | 방송 일자        |
| ---------- | ---------------------------------- | ---------------- |
| 1화        | 마술 그림                          | 2021년 4월 29일  |
| 1화        | 진정한 용기                        | 2021년 5월 13일  |
| 2화        | 진짜 시장다운 시장님               | 2021년 5월 20일  |
| 2화        | 목소리가 바뀌었어요                | 2021년 5월 27일  |
| 3화        | 만지면 달라 붙어버려               | 2021년 6월 3일   |
| 3화        | 완전 엄청 깨끗한 아브라다브라의 날 | 2021년 6월 10일  |
| 4화        | 마법은 이제 그만                   | 2021년 6월 17일  |
| 4화        | 목소리가 커졌어요                  | 2021년 7월 1일   |
| 5화        | 연습이 최고야                      | 2021년 8월 5일   |
| 5화        | 토미가 터뜨리다                    | 2021년 8월 12일  |
| 6화        | 행복해지는 마법                    | 2021년 8월 19일  |
| 6화        | 놀라운 일이 생겼어요               | 2021년 9월 9일   |
| 7화        | 케이크 모자                        | 2021년 9월 23일  |
| 7화        | 복사되는 탁자                      | 2021년 9월 30일  |
| 8화        | 스카이콩콩 대소동                  | 2021년 10월 7일  |
| 8화        | 돌아오는 공                        | 2021년 10월 14일 |
| 9화        | 무거운 소포                        | 2021년 10월 21일 |
| 9화        | 캐치볼 대회                        | 2021년 10월 28일 |
| 10화       | 재봉틀 소동                        | 2021년 11월 4일  |
| 10화       | 잘못된 마법                        | 2021년 11월 11일 |
| 11화       | 페펠시장님이 제일 잘하는 것        | 2021년 11월 18일 |
| 11화       | 아브라다브라의 날                  | 2021년 11월 25일 |
| 12화       | 동굴 소풍                          | 2021년 12월 2일  |
| 12화       | 무지개 마법                        | 2021년 12월 9일  |
| 최종화(13) | 두비두들은 뜨개질을 좋아해         | 2021년 12월 16일 |
| 최종화(13) | 벨라의 책 만들기                   | 2021년 12월 23일 |